# سووموسالمی
سوومُوسالْمی (به فنلاندی: Suomussalmi) یک منطقهٔ مسکونی در فنلاند است که در کاینو واقع شده‌است.